# Dolders
Dolders ist eine Einöde und ein Ortsteil der kreisfreien Stadt Kempten (Allgäu). Dolders gehörte bis 1972 zur Gemeinde Sankt Mang, die in diesem Jahr Kempten wiederangefügt wurde. Der Ort hat seinen Namen vom früheren Hofeigentümer. 
1627 wurde ein Gut „beim Tolder“ schriftlich erwähnt. Bis dahin gehörte der Hof zu Wagegg, war freieigen – also nicht dem Fürststift Kempten zugehörig – oder erst errichtet worden. 1738 war Dolders ein Einzelhof, im Jahr 1819 mit neun und 1900 mit vier Bewohnern. Im Westen lag früher ein vom Fürststift angelegter Fischzuchtweiher mit einem Abfluss in Richtung Binzenried. Nach der Volkszählung im August 1954 bewohnten die Einöde fünf Personen.